# Xã Kinghurst, Quận Itasca, Minnesota
Xã Kinghurst (tiếng Anh: Kinghurst Township) là một xã thuộc quận Itasca, tiểu bang Minnesota, Hoa Kỳ. Năm 2010, dân số của xã này là 106 người.